# Lutonstraße
Die Lutonstraße ist eine Straße im Stadtteil Gronau von Bergisch Gladbach im Rheinisch-Bergischen Kreis.
Die Straße wurde 1966 nach Luton, einer englischen Partnerstadt von Bergisch Gladbach benannt. Dadurch sollte die Bedeutung der Städtepartnerschaften und des Europagedankens verdeutlicht werden. Der Rat der Stadt begründete seine Entscheidung, dass man sich damit auch von der früheren Benennung vieler Straßen nach Feldherren und Schlachten distanzieren und der jungen Generation ein Leitbild geben wolle. Zudem biete die jetzige Benennung die Möglichkeit, der Partnerstadt ein „Denkmal herzlicher Verbundenheit zu setzen.“